# Andrij Ahafonow
Andrij Wałerijowycz Ahafonow (ukr. Андрій Валерійович Агафонов; ur. 7 maja 1986 w Odessie) – ukraiński koszykarz, występujący na pozycji silnego skrzydłowego, reprezentant kraju.

## Osiągnięcia
Stan na 30 kwietnia 2022, na podstawie, o ile nie zaznaczono inaczej.

### Drużynowe
- Mistrz Ukrainy (2011)
- Wicemistrz Ligi Bałtyckiej (2017)
- Brązowy medalista mistrzostw Ukrainy (2006–2009)
- Zdobywca Pucharu Superligi (2012)
- Uczestnik rozgrywek międzynarodowych:
  - Eurocup (2006–2008, 2010/2011)
  - FIBA Europe Cup (2015/2016)
  - EuroChallenge (2008–2010)

### Reprezentacja
Seniorska
- Uczestnik:
  - mistrzostw Europy (2011 – 17. miejsce)[3]
  - kwalifikacji do Eurobasketu (2009)

Młodzieżowe
- Uczestnik:
  - mistrzostw Europy:
    - U–20 (2005 – 15. miejsce)
    - U–20 dywizji B (2006 – 7. miejsce)

  - kwalifikacji do Eurobasketu U–18 (2004)